# Обстріл Донецька 19 вересня 2022 року
Обстріл Донецька — артилерійський обстріл об'єктів цивільної інфраструктури на площі Бакинських Комісарів у Куйбишевському районі Донецька, що стався 19 вересня 2022 року під час російського вторгнення в Україну.

## Попередні події
Після початку війни на Донбасі в квітні 2014 року Донецьк, який перебував під російською окупацією, періодично зазнавав обстрілів. Найбільш смертоносним з них був артилерійський обстріл зупинки громадського транспорту 22 січня 2015 року, що спричинило загибель щонайменше 8 осіб.
Обстріли міста почастішали після російського вторгнення в Україну, у 2022 році: внаслідок обстрілу вулиць Університетської та Артема 14 березня 2022 року загинули 23 особи, обстріл Травневого ринку 13 червня спричинив загибель 5 осіб.

## Хід подій
19 вересня 2022 року з 12:15 до 12:23 за площею Бакинських комісарів, розташованої в Куйбишевському районі міста було випущено дев'ять 150-мм снарядів. Внаслідок атаки, за словами гауляйтера Донецька Олексія Кулемзіна загинули 13 осіб.

## Реакція
Гауляйтер тимчасово окупованого Донецька Олексій Кулемзін заявив, що обстріл було здійснено із західного напрямку та звинуватив у цьому ЗСУ. Ватажок «ДНР» Денис Пушилін звинуватив Україну у «навмисному обстрілі мирних жителів на автобусній зупинці, у магазині та у банку».
З боку України жодних коментарів з приводу обстрілу, не надходило.

## Розслідування
Офіційне розслідування факту обстрілу не проводилось.